# Saison 2025-2026 de l'OGC Nice
Maillots
Chronologie
Saison précédente Saison suivante
La saison 2025-2026 de l'OGC Nice voit le club s'engager dans les deux compétitions nationales que sont la Ligue 1 et la Coupe de France et le championnat France de para foot du Sport adapté.
L'équipe, qui a terminé 4e la saison précédente, s'est donc qualifié pour le troisième tour préliminaire de la Ligue des champions de l'UEFA 2025-2026, et aura donc l'occasion de participer de nouveau à une compétition Européenne, après son élimination en poule de la Ligue Europa 2024-2025.
Depuis la saison sportive 2023-2024, le club dispose, en plus de son équipe Réserve, d'une section Élite.

## Résumé de la saison

### Avant-saison
Début juillet, le traditionnel derby INEOS contre le Lausanne-Sport est annulé à la suite d'une grève des contrôleurs aériens., ce match se solde sur un nul 2-2. Nice rencontre donc pour son premier match le Cercle Bruges, club de 1ère division belge, qu'il remporte sur le score de 2-1. Les azuréens rencontrent ensuite le Aubagne FC et défont le club de National 3-0. Le match prévu contre l'AC Ajaccio est lui aussi annulé à la suite de la relégation administrative du club corse, et c'est finalement le promu en seconde division AS Nancy-Lorraine qui rencontre le Gym. Les deux clubs se séparent sur un score de parité 3-3. Les aiglons enchaînent avec deux rencontres lors de la même journée: une équipe affronte le Feyenoord Rotherdam et gagne 2-1 tandis qu'une autre perd contre Sankt Pauli 2-0. En guise de dernier match de préparation, le club reçoit Sheffield United. Les niçois remportent cette rencontre 3-2.

## Effectif professionnel actuel
En grisé, les sélections de joueurs internationaux chez les jeunes mais n'ayant jamais été appelés aux échelons supérieur une fois l'âge limite dépassé ou les joueurs ayant pris leur retraite internationale.

## Transferts
| Nom                 | Nationalité   | Poste     | Transfert       | Provenance/Destination                        |
| ------------------- | ------------- | --------- | --------------- | --------------------------------------------- |
| Arrivées            |               |           |                 |                                               |
| Isak Jansson        | Suède         | Attaquant | Transfert       | Rapid Vienne (Bundesliga)                     |
| Yehvann Diouf       | Sénégal       | Gardien   | Transfert       | Stade de Reims (Ligue 2)                      |
| Kevin Carlos        | Espagne       | Attaquant | Transfert       | FC Bâle (Super League)                        |
| Kojo Peprah Oppong  | Ghana         | Défenseur | Transfert       | IFK Norrköping (Allsvenskan)                  |
| Salis Abdul Samed   | Ghana         | Milieu    | Transfert       | RC Lens (Ligue 1)                             |
| Gabin Bernardeau    | France        | Milieu    | Transfert       | Le Mans FC (National)                         |
| Juma Bah            | Sierra Leone  | Défenseur | Prêt sans OA    | Manchester City (Premier League)              |
| Billal Brahimi      | Algérie       | Attaquant | Retour de prêt  | K Saint-Trond VV (Division 1A)                |
| Aliou Baldé         | Guinée        | Attaquant | Retour de prêt  | VfL Bochum (Bundesliga 2)                     |
| Rareș Ilie          | Roumanie      | Milieu    | Retour de prêt  | US Catanzaro (Serie B)                        |
| Mattia Viti         | Italie        | Défenseur | Retour de prêt  | Empoli FC (Serie B)                           |
| Ayoub Amraoui       | Maroc         | Défenseur | Retour de prêt  | FC Martigues (National)                       |
| Issiaga Camara      | Guinée        | Milieu    | Retour de prêt  | Dijon FCO (National)                          |
| Bartosz Żelazowski  | Pologne       | Gardien   | 1er contrat pro | OGC Nice Groupe Elite                         |
| Djibril Coulibaly   | France        | Milieu    | 1er contrat pro | OGC Nice Groupe Elite                         |
| Départs             |               |           |                 |                                               |
| Evann Guessand      | Côte d'Ivoire | Attaquant | Transfert       | Aston Villa (Premier League)                  |
| Marcin Bułka        | Pologne       | Gardien   | Transfert       | Neom SC (Saudi Pro League)                    |
| Gaëtan Laborde      | France        | Attaquant | Transfert       | Al-Diriyah Club (Saudi First Division League) |
| Ayoub Amraoui       | Maroc         | Défenseur | Transfert       | Al-Ahli SC (Qatar Stars League)               |
| Mattia Viti         | Italie        | Défenseur | Prêt avec OA    | ACF Fiorentina (Serie A)                      |
| Aliou Baldé         | Guinée        | Attaquant | Prêt avec OA    | FC Saint-Gall (Super League)                  |
| Issiaga Camara      | Guinée        | Milieu    | Prêt avec OA    | IF Brommapojkarna (Allsvenskan)               |
| Rareș Ilie          | Roumanie      | Milieu    | Prêt avec OA    | Empoli FC (Serie B)                           |
| Victor Orakpo       | Nigeria       | Attaquant | Prêt sans OA    | Montpellier HSC (Ligue 2)                     |
| Teddy Boulhendi     | Algérie       | Gardien   | Prêt sans OA    | Bourg-en-Bresse Péronnas (National)           |
| Youssoufa Moukoko   | Allemagne     | Attaquant | Retour de prêt  | Borussia Dortmund (Bundesliga)                |
| Baptiste Santamaria | France        | Milieu    | Retour de prêt  | Stade rennais (Ligue 1)                       |

| Nom      | Nationalité | Poste | Transfert | Provenance/Destination |
| -------- | ----------- | ----- | --------- | ---------------------- |
| Arrivées |             |       |           |                        |
| Départs  |             |       |           |                        |

## Détail des matchs

### Ligue 1

#### Classement
| Rang | Équipe                 | Pts | J  | G  | N | P  | Bp | Bc | Diff | Qualification ou relégation                                                     |
| ---- | ---------------------- | --- | -- | -- | - | -- | -- | -- | ---- | ------------------------------------------------------------------------------- |
| 2    | Olympique de Marseille | 65  | 34 | 20 | 5 | 9  | 74 | 47 | +27  | Qualification pour la phase de ligue de la Ligue des champions                  |
| 3    | AS Monaco              | 61  | 34 | 18 | 7 | 9  | 63 | 41 | +22  | Qualification pour la phase de ligue de la Ligue des champions                  |
| 4    | OGC Nice               | 60  | 34 | 17 | 9 | 8  | 66 | 41 | +25  | Qualification pour le troisième tour de qualification de la Ligue des champions |
| 5    | LOSC Lille             | 60  | 34 | 17 | 9 | 8  | 52 | 36 | +16  | Qualification pour la phase de ligue de la Ligue Europa                         |
| 6    | Olympique lyonnais     | 57  | 34 | 17 | 6 | 11 | 65 | 46 | +19  | Qualification pour la phase de ligue de la Ligue Europa                         |

### Derbies de la saison

#### Championnat
| Club                   | Aller | Retour | Club      |
| ---------------------- | ----- | ------ | --------- |
| Olympique de Marseille | -     | -      | OGC Nice  |
| OGC Nice               | -     | -      | AS Monaco |

#### Résultats par journée
| Journée   | 01 | 02 | 03 | 04 | 05 | 06 | 07 | 08 | 09 | 10 | 11 | 12 | 13 | 14 | 15 | 16 | 17 | 18 | 19 | 20 | 21 | 22 | 23 | 24 | 25 | 26 | 27 | 28 | 29 | 30 | 31 | 32 | 33 | 34 |
| --------- | -- | -- | -- | -- | -- | -- | -- | -- | -- | -- | -- | -- | -- | -- | -- | -- | -- | -- | -- | -- | -- | -- | -- | -- | -- | -- | -- | -- | -- | -- | -- | -- | -- | -- |
| Terrain   | D  | D  | E  | D  | E  | D  | E  | D  | E  | D  | E  | E  | D  | E  | D  | E  | D  | E  | E  | D  | D  | E  | D  | E  | D  | E  | D  | E  | D  | E  | E  | D  | E  | D  |
| Résultats | D  |    |    |    |    |    |    |    |    |    |    |    |    |    |    |    |    |    |    |    |    |    |    |    |    |    |    |    |    |    |    |    |    |    |
| Points    | 0  |    |    |    |    |    |    |    |    |    |    |    |    |    |    |    |    |    |    |    |    |    |    |    |    |    |    |    |    |    |    |    |    |    |
| Place     |    |    |    |    |    |    |    |    |    |    |    |    |    |    |    |    |    |    |    |    |    |    |    |    |    |    |    |    |    |    |    |    |    |    |

Source : lfp.fr (Ligue de football professionnel)
Terrain : D = Domicile ; E = Extérieur. Résultat : D = Défaite ; N = Nul ; V = Victoire.

### Statistiques diverses

#### Meilleurs buteurs
Ligue 1 et coupes
|  | Buteur    | L1 | EL | CDF | Total |
|  | 0 buteurs | 0  | 0  | 0   | 0     |
|  | --------- | -- | -- | --- | ----- |

#### Meilleurs passeurs
Ligue 1 et coupes
|  | Passeur    | L1 | EL | CDF | Total |
|  | 0 passeurs | 0  | 0  | 0   | 0     |
|  | ---------- | -- | -- | --- | ----- |

#### Aiglon du mois
| Mois         | Vainqueur |
| ------------ | --------- |
| Août         |           |
| Septembre    |           |
| Octobre      |           |
| Novembre     |           |
| Décembre     |           |
| Janvier 2026 |           |
| Février      |           |
| Mars         |           |
| Avril        |           |
| Mai          |           |

### Autres

#### Buts
- Premier but de la saison :
- Dernier but de la saison :
- Premier penalty :
- Premier doublé :
- Premier triplé :
- But le plus rapide d'une rencontre :
- But le plus tardif d'une rencontre :
- Plus grand nombre de buts marqués :
- Plus grand nombre de buts marqués en une mi-temps :

## ´Notes et références